# Коле д'Алба (Латина)
Коле д'Алба је насеље у Италији у округу Латина, региону Лацио.
Према процени из 2011. у насељу је живело 393 становника. Насеље се налази на надморској висини од 19 м.